# Пинчэн
Пинчэ́н (кит. упр. 平城, пиньинь Píngchéng) — район городского подчинения городского округа Датун провинции Шаньси (КНР).

## История
В 200 году до н. э. в этих местах для защиты империи Хань от набегов хуннов был основан гарнизонный город Пинчэн. В 398 году он стал столицей государства Северная Вэй. В 431 году город был окружён мощной 16-километровой стеной, однако к концу V века вэйские правители перенесли столицу в Лоян, а Пинчэн был оставлен на разграбление кочевникам и на несколько столетий предан забвению.
В 947 году северную часть Шаньси отторгли от Китая кочевники-кидани. Вплоть до монгольского нашествия возникший в этих местах город Датун служил западной столицей сначала киданьского государства Ляо, а с 1125 года — чжурчженьского государства Цзинь. В конце XIV века город вновь был обнесён стеной.
После образования КНР город был в 1949 году административно разделён на четыре района. В 1950 году административное деление было изменено, и четыре района были преобразованы в три. В 1952 году последовало ещё одно изменение административного деления, и районов было оставлено всего два. Наконец, в 1954 году оба района были объединены в один, который стал назваться просто «Городской район» (название сначала записывалось как 市区 («шицюй»), а затем иероглиф «ши» был заменён на сходный по смыслу иероглиф «чэн»).
9 февраля 2018 года было произведено очередное изменение административного деления Датуна. «Городской район» и «Горнодобывающий район» были расформированы, а из части их земель на месте, где в древности находился город Пинчэн, был создан район Пинчэн.

## Административное деление
Район делится на 12 уличных комитетов и 3 волости.